# Monochamus centralis
Monochamus centralis là một loài bọ cánh cứng trong họ Cerambycidae.